# ノティティア・ディグニタートゥム

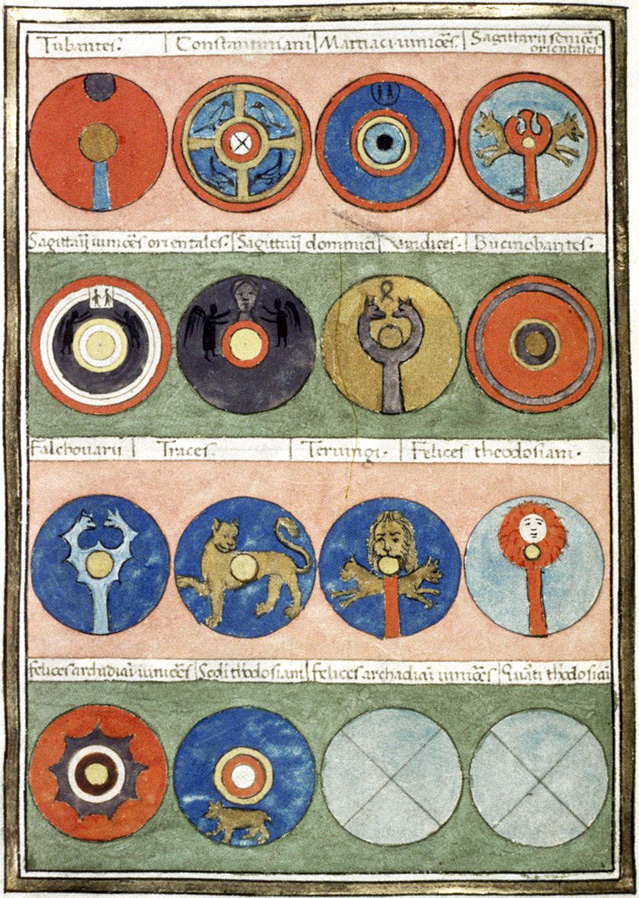
ノティティア・ディグニタートゥム（Notitia Dignitatum）の中世の写本のひとつの中のある頁, Magister Militum Praesentalis IIの盾に描かれた後期ローマ帝国軍司令官の名簿

ノティティア・ディグニタートゥム（官職要覧）とは、古代ローマ帝国の公文書である。この公文書のうち、僅かなものが現在にも伝わっている。それは東西ローマ帝国の行政組織構成の詳細を示す、帝国宮廷から地方属州まで数千名の役人の官職の一覧表である。 通常西ローマ帝国のものは420年代に、東ローマ帝国のものは400年代に遡る。しかし日付が記載されていない為、一覧表の示す確実な年代は確定できていない。
15世紀から16世紀にかけて幾つかの写本が広まった。1542年の写本は彩色画が描かれている。全ての現存写本が、直接にせよ間接にせよ1542年にシュパイアーの司教座聖堂参事会図書館に存在していた後期ローマの公文書の コデックス (Codex Spirensis)に由来している。しかしシュパイアーの写本は1642年以前に失われた。ノティティアとは一続きの大きな文書で写本の頁数にして164葉あるが、この文書は更に9世紀またはそれ以前の幾つかの文書と一緒に纏められて保管されてきた。
ノティティアの彩色写本に描かれた紋章は、失われたCodex Spirensisのものに含まれていた紋章のみが複写・模写されたものだと考えられている。もっとも重要なCodex（写本）は1436年に イタリア人ピエトロ・ドナト（英語版）により作成されたもので、Peronet Lamyによって彩色画が描かれた。

## 内容
東西ローマ帝国のそれぞれについて、ノティティアは全ての主要な'dignities' (役人)を給与（土地などの下賜・貨幣・徴税権等）とともに列挙している。しばしば赴任地と正確な 職務 や下級役人以外の所属役人も列挙している。これらは以下のように組織立てられている
- 宮廷役人 ( プラエフェクトゥス・プラエトリオのような高官を含む)。
- プラエフェクトゥス・プラエトリオや帝国政府（diocese）によって任命された代官（英語版）と 属州総督。
- 軍司令官 (マギステル・ミリトゥム, comites rei militaris と ドゥクス)および、彼らの指揮する軍団の場所と全称号が記載されている。

最新版の ノティティア・ディグニタートゥムは Robert IrelandのものがBritish Archaeological Reports, International Series 63巻2号に掲載されている。

## 解釈

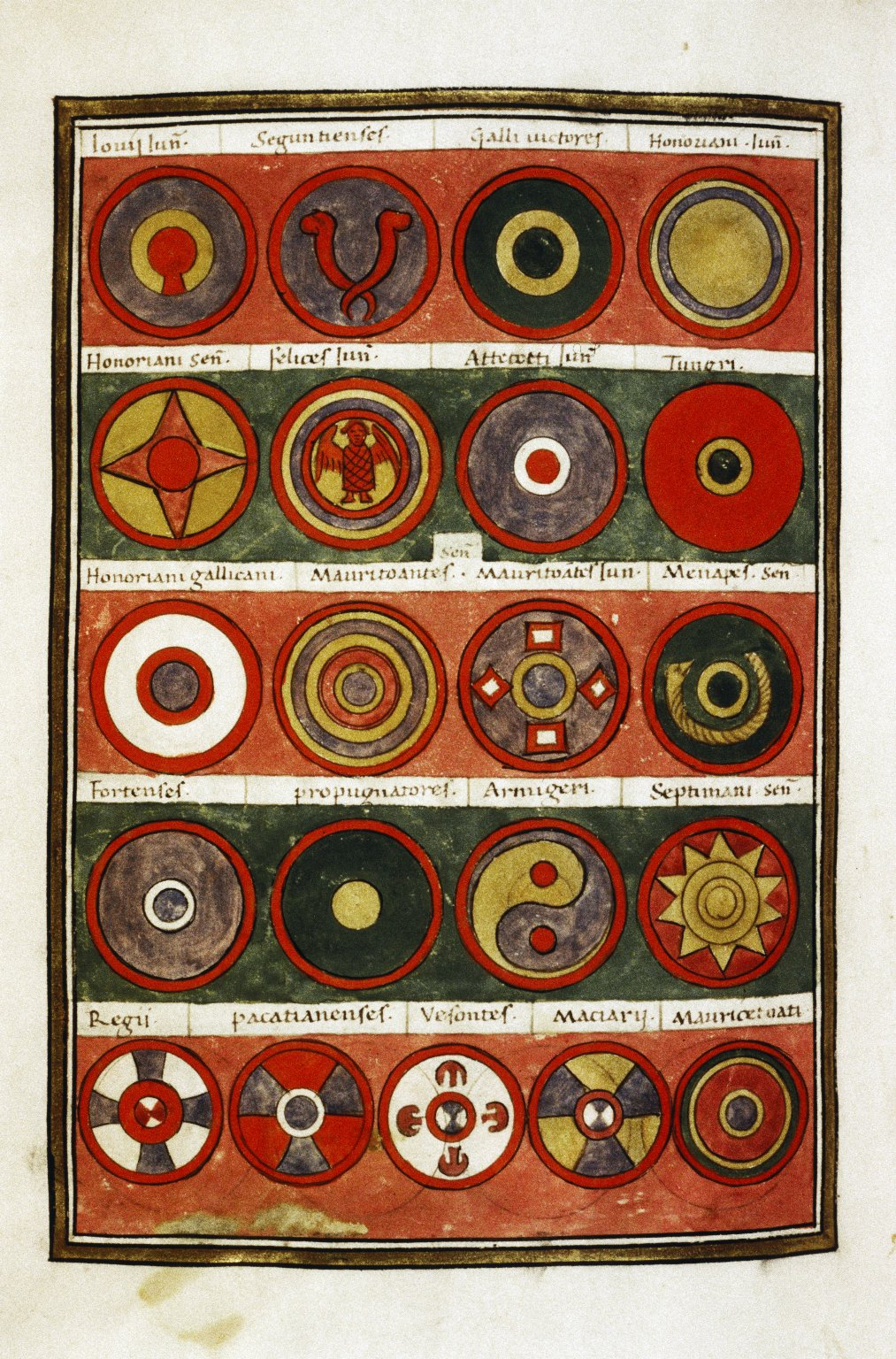
armigeri defensores seniores(下へ4段、左から3番目)に描かれているシールドの様式。今日 、陰陽図形として知られる図形が示されている最初期のもの。

ノティティアにはローマ帝国の軍事体制の研究に関する4つの重要性がある。
- ノティティアは4世紀末のローマ帝国の軍隊を記述している。それゆえ元首政時代の体制からの4世紀末に至るまでの発展を推測する為の、他の史料に欠けている部分を補う史料となる。
- 2つの異なった時代に編纂されている。東方帝国に関する記述はほぼ395年に遡り、西方帝国に関する部分は420年に遡る。即ち、それらは同時代の物では無く、20年間もの開きを考慮しなくてはならない。東ローマ帝国のデータはテオドシウス1世時代の379年に遡る部分を含み、西方帝国のもっとも早期のデータは400年に遡る。両者を無批判に同じ時代の史料として扱うと問題が起きる。例えば、そのままブリタニアに適用すると、ローマ軍がブリタニア島から撤収した410年以降のデータとして扱わなければならない。しかしそうすると、410年以前と以後では、同一の軍団が異なった指揮官に所属している為、同じ軍団がブリタニアと大陸側両者に存在するといったような重複が発生してしまう。同じ軍団が同じ時に異なった場所にいたことになる。同じ軍団が異なった場所にいたのか、これは異なった時期の話で、実際には同じ軍団なのか確認することは困難である。また、いくつかの軍団は、紙の上に記載されてはいても、実際には存在していなかったり、軍団の枠組みだけしか存在していない、というケースもある[4]。
- ノティティアは多くの箇所に欠損部分があり、何世紀もの間何度も転写された過程で発生した誤記や、長期間の保存の間に欠けてしまった部分などがある。現在確認されている最も早期の現存写本は15世紀に遡り、 ノティティアだけではかつて存在していた組織の完全な復元をすることは出来ない。
- ノティティアは個別の内容を含んでいないため、個別の軍団の規模を確定することは出来ない。この時代の軍団規模については他にもあまり史料が無く、当時の軍隊の総構成員数をこの史料から知ることも出来ない。 軍団数だけに基づくならば、4世紀後半の各軍団構成員数は2世紀のものと同じだと仮定して40万と推定してみることもできる[5]。しかし一方、より少ない算定例もある。400年頃のブリタニアには18,000名の兵士がおり、これは2世紀の55,000名と比べると激減している。[6]

### 記載されたシンボル
ノティティアは、後の陰陽の紋章として知られる図形が描かれている。。歩兵部隊armigeri defensores seniores ("shield-bearers") と Mauri Osismiaci は、動的な時計回りの図形を表すデザインの盾を持っていた。一方西ローマ帝国のThebaei（テバエイ）歩兵軍団は静的な同心円図柄に特徴がある。ローマ人は早期 道教の図像よりも数百年も前にこのような図像を作っていた、と考えている学者もいる。

Armigeri defensores seniores
Mauri Osismiaci。現在のフランス、フィニステール県司令官の盾
Thebaei